# Osaka Kintetsu Buffaloes
Osaka Kintetsu Buffaloes (大阪近鉄バファローズ?) fue un equipo de béisbol japonés con sede en Osaka que compitió en la Liga Pacífico, perteneciente a la Liga Japonesa de Béisbol Profesional (NPB), desde 1949 hasta 2004. 
La franquicia fue fundada el 1 de diciembre de 1949 y pertenecía al grupo Kintetsu. A lo largo de su historia se proclamó campeón de la Liga Pacífico en cuatro ocasiones: 1979, 1980, 1989 y 2001. Sin embargo, nunca logró vencer la Serie de Japón. El equipo disputaba sus partidos en el Estadio de Fujidera hasta que en 1997 se mudó al Osaka Dome.
En noviembre de 2004 fue absorbido por un rival de la Liga del Pacífico, el Orix BlueWave de Kōbe, después de que Kintetsu se deshiciera de la franquicia por problemas financieros. Ambos se fusionaron en el actual Orix Buffaloes a partir de 2005. La plaza vacante quedó cubierta con un nuevo club, Tohoku Rakuten Golden Eagles, al que se marcharon algunos jugadores en desacuerdo con la absorción.

## Historia
El equipo fue fundado el 1 de diciembre de 1949 como franquicia de expansión de la Liga Japonesa de Béisbol, encuadrado en la recién creada Liga Pacífico. Su propietario era Kintetsu, empresa ferroviaria que opera en la región de Kansai.
En un primer momento adoptó el nombre de «Kintetsu Pearls», hasta que en 1959 pasó a llamarse «Kintetsu Buffaloes» en referencia al apodo de Shigeru Chiba, una antigua estrella de los Yomiuri Giants que ese mismo año había sido contratado como entrenador. La franquicia acumuló malos resultados en sus primeras temporadas, entre ellas un récord negativo de 103 derrotas en la edición de 1961.
Con la llegada del veterano entrenador Yukio Nishimoto en 1974, mejoró su desempeño hasta convertirse en un serio competidor. En 1979 se proclamó campeón de la Liga Pacífico por primera vez y llegó a la Serie de Japón, que perdió contra Hiroshima Toyo Carp. Al año siguiente revalidó el título divisional y cayó en la final ante el mismo rival. Los líderes de aquel plantel eran el lanzador Keishi Suzuki y el bateador estadounidense Charlie Manuel.
En 1989 ganó su tercera Liga Pacífico y llegó hasta la Serie de Japón, donde sufrió una dolorosa derrota frente a Yomiuri Giants. A pesar de que Kintetsu venció los tres primeros partidos, su rival consiguió remontar en los cuatro juegos siguientes.
La década de 1990 estuvo marcada por la irrupción del pitcher Hideo Nomo, ganador del premio Eiji Sawamura y protagonista de un episodio clave del béisbol japonés. En aquella época los beisbolistas japoneses tenían contratos protegidos para que no recalasen en las Grandes Ligas de Béisbol (MLB). Sin embargo, Nomo logró fichar por Los Angeles Dodgers en 1995 gracias a un vacío legal: el lanzador anunció su retirada deportiva por lesión, lo que le permitía rescindir contrato, y meses después se marchó libre a Estados Unidos. La repercusión de su marcha motivó un acuerdo de fichajes entre la NPB y la MLB, conocido como «sistema de emisión» (posting system).
En 1997, con motivo de la mudanza al nuevo Osaka Dome, pasó a llamarse «Osaka Kintetsu Buffaloes». La plantilla de aquella época contaba con un sólido ataque liderado por Tuffy Rhodes y Norihiro Nakamura, quienes batieron varios récords de home runs. En la temporada 2001 obtuvo su cuarta Liga Pacífico y de nuevo perdió la Serie de Japón, esta vez ante Yakult Swallows.

### Desaparición
A comienzos de 2004, Kintetsu anunció planes para deshacerse de la franquicia por motivos financieros, tras haber registrado pérdidas superiores a los 40 millones de dólares en el último ejercicio fiscal. La empresa llegó a un acuerdo con Orix BlueWave, también en problemas económicos, para fusionar ambos equipos en una nueva entidad, los Orix Buffaloes.
La NPB aprobó la fusión en septiembre de 2004 e intentó reducir la liga a once participantes para no cubrir la vacante. No obstante, el sindicato de jugadores denunció la posible pérdida de empleos y organizó la primera huelga en la historia del béisbol nipón. Al final la NPB mantuvo el formato con dos ligas, abriendo una subasta para conceder la duodécima franquicia. La plaza de Kintetsu fue cubierta por un nuevo club, Tohoku Rakuten Golden Eagles.
Varios jugadores de Kintetsu se integraron en el nuevo plantel, mientras que dos de sus estrellas, Hisashi Iwakuma y Koichi Isobe, estaban en desacuerdo y optaron por los Golden Eagles a través de un draft de expansión. Por otro lado el mejor jugador del equipo, Norihiro Nakamura, aprovechó para irse a la MLB a través del sistema de emisión.

## Infraestructura

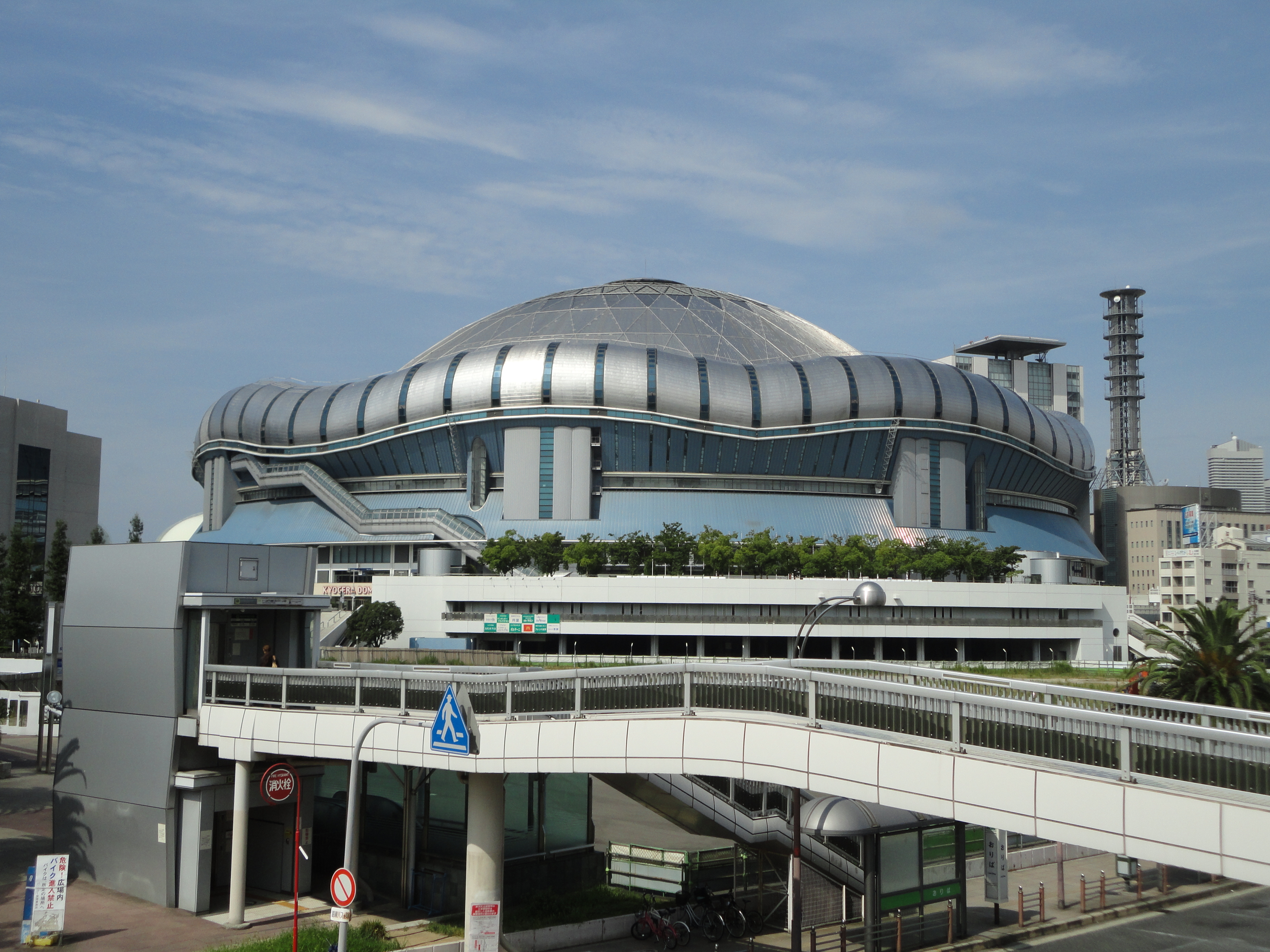
Exterior del Osaka Dome.

Osaka Kintetsu Buffaloes jugaba como local en el Osaka Dome, con capacidad para 37.000 espectadores y techo cubierto. Se trata de un recinto multiusos que alberga también conciertos y grandes eventos. Durante el tiempo que la franquicia existió, tuvo que compartirlo en ocasiones con Hanshin Tigers cuando éstos no podían usar el Estadio Koshien.
El equipo era propietario del Estadio de Fujidera, con aforo para 32.000 espectadores. Fujidera es una ciudad situada a 16 km al sur de Osaka, por lo que el equipo hizo esfuerzos por jugar en el centro de la ciudad. En sus inicios compartió el vetusto Estadio de Osaka con los Nankai Hawks, y desde 1958 hasta 1983 ocupó el Estadio Nippon Life en Morinomiya, cerca del Castillo de Osaka. Dada la relación de la franquicia con Kintetsu, disputó también algunos encuentros en ciudades donde operaba la línea de tren, entre ellas Nagoya y Kioto.

### Historial de estadios
- Estadio de Osaka (1950-1957)
- Estadio Nippon Life (1958-1983)
- Estadio de Fujidera (1984-1996)
- Osaka Dome (1997-2004)

## Dimensión social

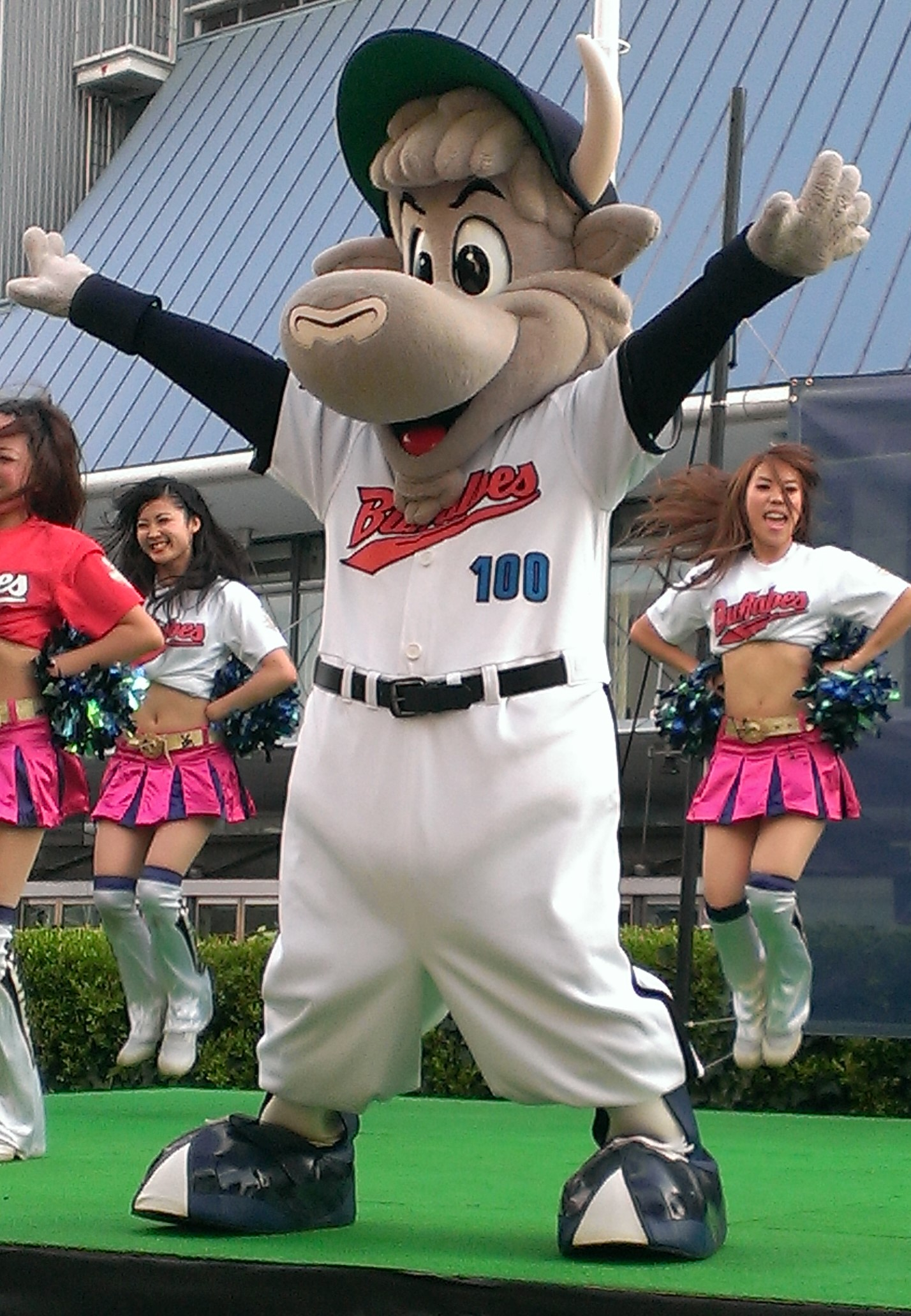
Buffie, mascota del equipo desde 1997 hasta 2004.

El área de influencia de Kintetsu Buffaloes era la zona metropolitana de Osaka y parte de la región de Kansai. En la Liga Pacífico mantuvo rivalidad con el Orix BlueWave de Kōbe y con su antecesor, Hankyu Braves; ambas ciudades pertenecen a la región metropolitana de Keihanshin. La base de aficionados local era minoritaria respecto a la de Hanshin Tigers.
En un primer momento la franquicia adoptó el nombre de «Kintetsu Pearls», en referencia a las perlas cultivadas en el mar del Japón. En 1959 los propietarios contrataron como entrenador a Shigeru Chiba, una de las primeras estrellas del béisbol japonés, conocido también por el apodo de «búfalo»; su popularidad fue razón suficiente para que el equipo pasara a llamarse «Kintetsu Buffaloes». A pesar de que Chiba solo duró tres años en el banquillo, el nombre había calado entre la afición y terminó asentándose.
La imagen corporativa fue diseñada en 1959 por Tarō Okamoto, uno de los artistas vanguardistas más prestigiosos de Japón. Okamoto era amigo de Shigeru Chiba y llegó a un acuerdo con los directivos de Kintetsu para diseñar nuevos distintivos acordes al cambio de nombre, tales como el símbolo abstracto de un búfalo o la tipografía. Aunque la imagen corporativa se modernizó en 1997, el icono de Okamoto se mantuvo hasta la desaparición.
La mascota desde 1997 hasta 2004 era Buffie, un búfalo antropomórfico con la equipación de equipo. Solía ir acompañado de una búfala llamada Falulu. Ambos fueron diseñados por el estudio Hanna-Barbera, con un universo propio. Anteriormente, entre 1976 y 1996, el representante del equipo era Buffer, un chico dibujado por Yoshio Shirakawa.